# Shehzad Tanweer
Shehzad Tanweer (1983-2005) foi segundo os noticiários britânicos, um dos suicidas que levaram a cabo o Atentado em Londres de 7 de julho de 2005, associado à explosão do metro perto de Aldgate. Tinha 22 anos e vivia em Beeston, nos arredores de Leeds, em West Yorkshire.
De acordo com os noticiários, nos 6 meses anteriores ao atentado ele teria feito uma viagem ao Paquistão para estudar teologia.